# Helfštýn
Helfštýn (též Helfštejn, dříve též Helštýn, německy Helfenstein [helfn̩štaɪ̯n]) je zřícenina hradu u Týna nad Bečvou v okrese Přerov v Olomouckém kraji. Od roku 1963 je chráněn jako kulturní památka ČR. Hrad je ve vlastnictví Olomouckého kraje, památku spravuje a  provozuje Muzeum Komenského v Přerově.
Hrad byl založen na počátku čtrnáctého století. K jeho významnému rozšíření došlo nejpozději na přelomu čtrnáctého a patnáctého století, kdy patřil pánům z Kravař. Další rozsáhlou pozdně gotickou přestavbu prováděli Pernštejnové od poslední čtvrtiny patnáctého století. Posledním rodem, který na hradě sídlil, se stali Bruntálští z Vrbna, za nichž byl dokončen rozsáhlý renesanční palác. Na počátku třicetileté války byl hrad krátce obsazen stavovským vojskem, ale později na něm sídlila císařská posádka, která odolala dvěma obléháním. V pozdějších dobách byl hrad využíván již jen k vojenským účelům a od druhé poloviny osmnáctého století chátral. V polovině devatenáctého století proběhly první úpravy, jejichž cílem bylo zpřístupnění zříceniny návštěvníkům a pořádání kulturních akcí. Památkové úpravy ze druhé poloviny dvacátého století narušily historický vzhled a přizpůsobily zříceninu pro potřeby každoročního setkání uměleckých kovářů Hefaiston. Helfštýnským kastelánem je Jan Lauro.

## Historie

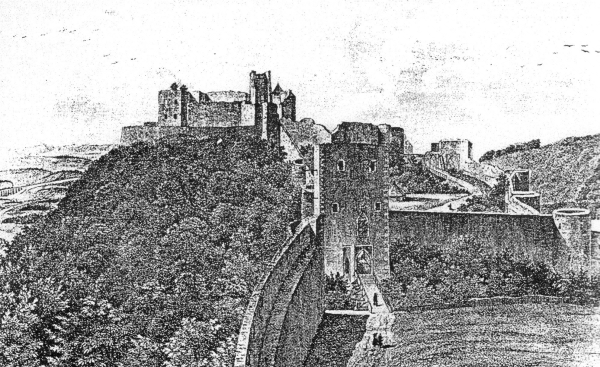
Vyobrazení zříceniny publikované F. A. Heberem v roce 1848

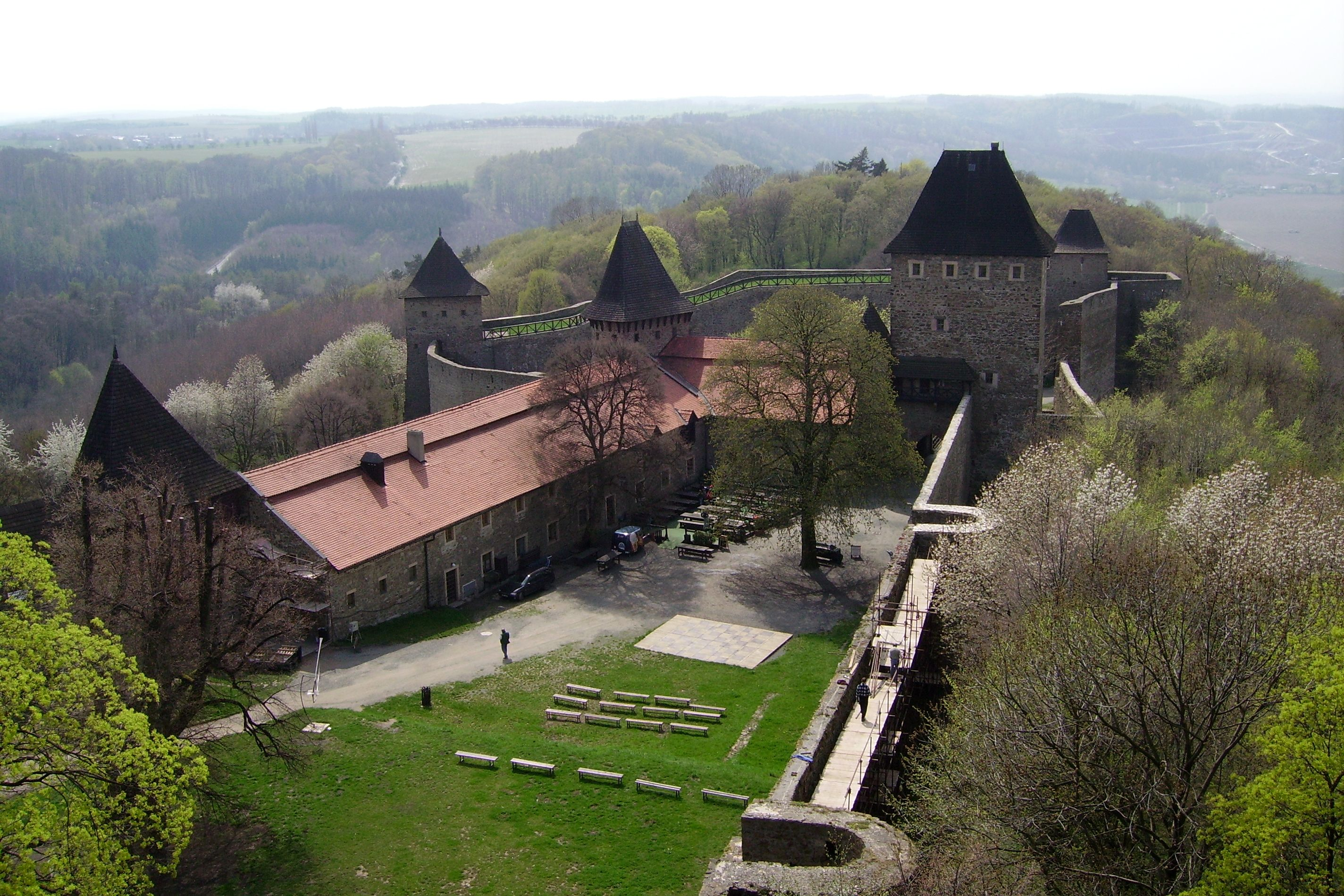
Druhé (Pernštejnské) nádvoří

### Nejstarší dějiny
Hrad pravděpodobně založil Friduš z Linavy na části drahotušského panství. Rod pánů z Linavy byl dříve spojován se Slezskem, ale dosud se nepodařilo potvrdit jeho původ v konkrétní slezské lokalitě. Podle Zbraslavské kroniky zasáhl v roce 1312 král Jan Lucemburský proti několika moravským šlechticům, mezi nimiž byl i Friduš z Linavy. Ten se nakonec vzdal, získal královskou milost, ale musel nechat zbořit své dva hrady – Račice a Drahuš (Drahaus), který někdy bývá spojován se zříceninou hradu nad dnešní obcí Podhoří. Jelikož mezi zničenými hrady nebyl uveden Helfštýn, předpokládá se, že si ho Friduš postavil až po roce 1312 jako náhradu za ztracené majetky. Historici se však v datování výstavby hradu rozcházejí. Podle Františka Spurného se tak stalo v poslední čtvrtině čtrnáctého století, zatímco Miroslav Plaček datuje výstavbu hradu do doby těsně po roce 1306 nebo 1312. Doba a způsob, kterým Friduš z Linavy o Helfštýn přišel je nejasná, ale někdy před rokem 1320 se majitelem hradu stal Vok I. z Kravař. Ješek z Kravař se musel o hrad soudit s Čeňkem z Drahotuš, ale spor vyhrál a pánům z Kravař Helfštýn patřil déle než sto let. Nejvýznamnější členem rodu byl Lacek z Kravař a Helfštejna, který nechal hrad výrazně rozšířit. Panství, ke kterému patřil i Lipník nad Bečvou, v roce 1416 zdědil Petr z Kravař a Strážnice. Na počátku husitských válek stál na straně husitů, ale poté, co král Zikmund Lucemburský nechal plenit jeho východomoravské statky, kapituloval, a v rámci dojednaných podmínek přenechal Helfštýn do zástavy Přemyslu Opavskému.

### Dějiny do třicetileté války

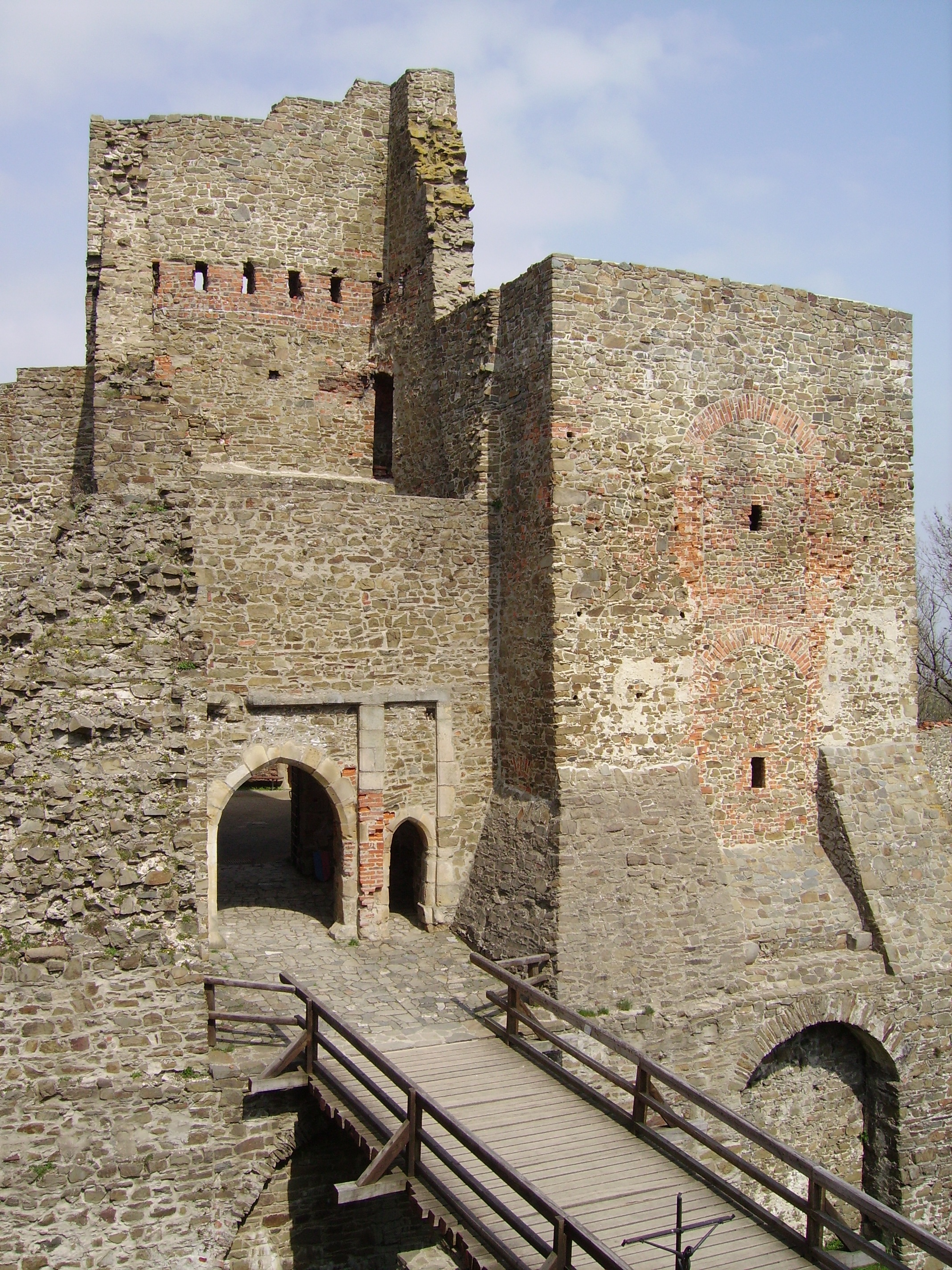
Trubačská věž s bránou do hradního jádra

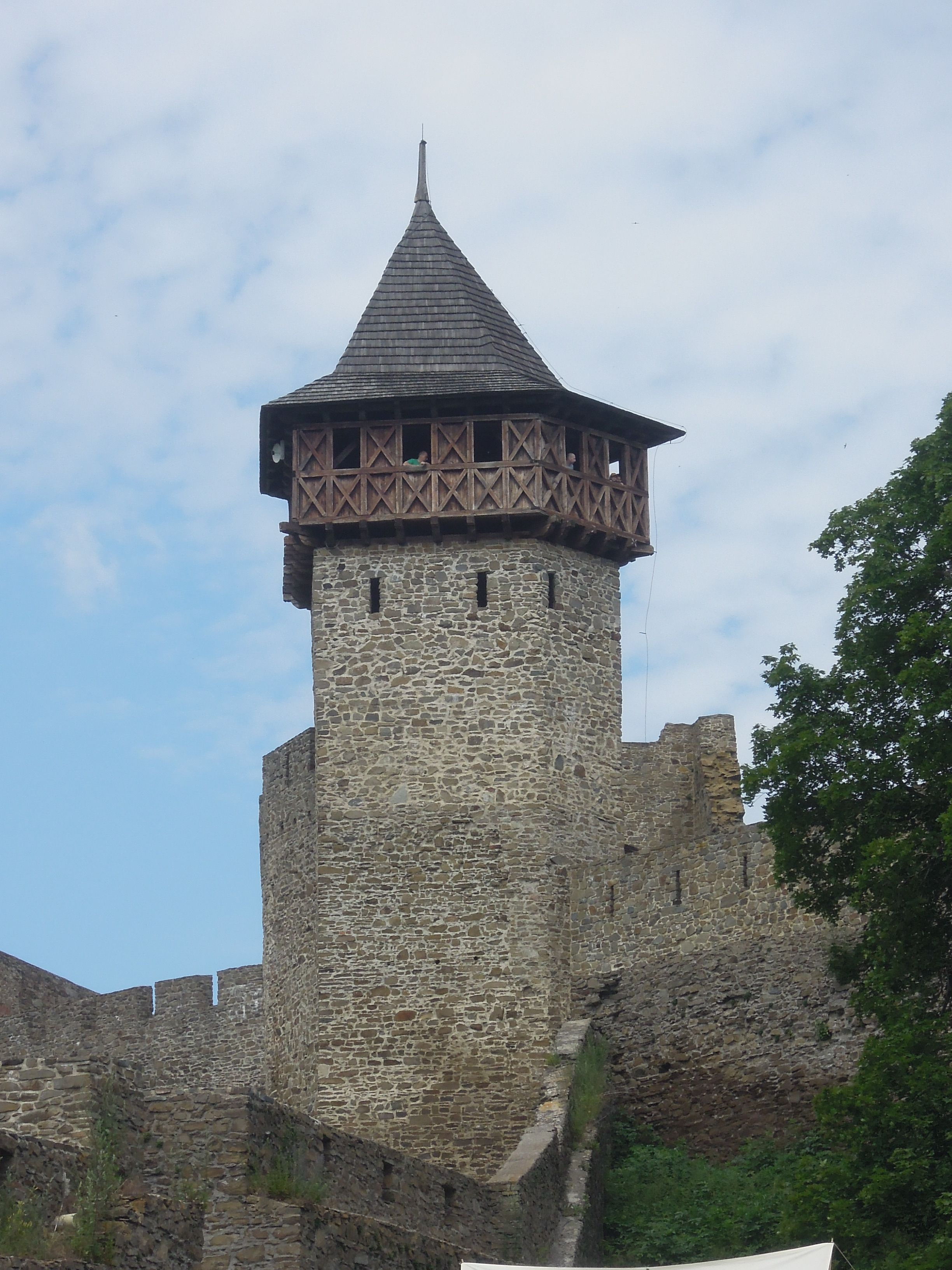
Jedna z věží Kravařského předhradí upravená na rozhlednu

Během husitských válek hrad nebyl dobýván. Petr z Kravař se v roce 1425 přidal znovu na stranu husitů a dějiny hradu z té doby jsou nejasné. Přibližně od roku 1434 na něm sídlil vzdálený příbuzný pánů z Kravař, Jan z Menspecku. Pánům z Kravař se hrad vrátil do přímého držení až díky smlouvě uzavřené v roce 1440 ve Valašském Meziříčí. Jiří z Kravař poté Helfštýn někdy v letech 1444–1447 prodal s celým panstvím, ke kterému patřilo kromě Lipníka 27 vesnic a části dalších čtyř vsí, Vokovi ze Sovince. Jemu panství patřilo až do roku 1467, kdy jej prodal za třicet tisíc uherských zlatých Albrechtovi, Zdeňkovi a Janovi Kostkům z Postupic a Jiříkovi z Landštejna. Za Kostků z Postupic byl Helfštýn roku 1468 obléhán králem Matyášem Korvínem. Hrad byl během bojů poškozen, ale o případném dobytí se nedochovaly žádné zprávy.
Albrecht Kostka z Postupic hrad roku 1474 prodal Vilémovi z Pernštejna. Nový majitel vzápětí zahájil velkorysé stavební úpravy, během kterých bylo zdokonaleno opevnění a postaveno nové předhradí. Letopočet na pískovcové desce nad novou branou datuje přestavbu rokem 1480. Také Vilémův syn Jan IV. z Pernštejna pokračoval ve stavebních úpravách. Helfštýn se zároveň stal vojenským centrem rodu, ve kterém Pernštejnové shromažďovali zbraně a munici potřebné k vybavení vojska. Přestože pánům z Pernštejna patřil největší šlechtický majetek v Čechách a na Moravě, dostal se i tak majetný rod do finančních potíží, které je přinutily k postupnému rozprodávání majetku. Jedním z prvních prodaných statků byl právě Helfštýn, který roku 1554 koupil Půta z Ludanic. V roce 1560 hrad zdědil jeho syn Václav z Ludanic, a když roku 1571 zemřel, stala se jedinou majitelkou teprve pětiletá Kateřina z Ludanic. Ve čtrnácti letech se provdala za Petra Voka z Rožmberka. Helfštýn patřil k rožmberskému panství jen dvanáct let. Panství bylo vzdálené od jiných rodových držav, obtížně se spravovalo a jeho zadlužení postupně dosáhlo výše osmdesáti tisíc zlatých. Petr Vok proto roku 1592 nebo 1593 panství prodal za 120 tisíc rýnských zlatých Hynkovi Bruntálskému z Vrbna.

### Dějiny po třicetileté válce
Bruntálští z Vrbna založili blízký zámek v Lipníku a v hradním jádře postavili či spíše dokončili stavbu rozsáhlého renesančního paláce. Posledním majitelem hradu z jejich rodu byl Jiří z Vrbna, který se jako jeden z direktorů zúčastnil stavovského povstání. Za to byl uvězněn na Špilberku, kde v roce 1622 zemřel. Jeho majetek byl císařem zabaven a vzápětí přenechán kardinálu Františkovi z Ditrichštejna. Přestože na hradě byla roku 1621 císařská posádka, obsadili ho bez boje Valaši vedení Janem Jiřím Krnovským, a zůstali na něm až do roku 1622.
Během třicetileté války byl hrad ještě dvakrát neúspěšně obléhán. Poprvé se tak stalo na podzim roku 1626, kdy na hrad zaútočilo dánské vojsko generála Mansfelda. Hrad mu úspěšně odolal, ale František z Ditrichštejna poté převedl správu panství z hradu na zámek v Lipníku. Podruhé hradní posádka pod velením Štěpána Bruntálského z Vrbna odolala obléhání švédským vojskem generála Torstensona v roce 1643. Po válce již hrad nebyl udržován, a v roce 1656, i přes nesouhlas majitele, byly zahájeny demoliční práce, které měly v případě války zabránit vojenské využitelnosti hradu. Když však v roce 1663 hrozil vpád tureckých vojsk, byly způsobené škody opravovány. Ještě v roce 1680, za Tökölyho povstání, na hradě sídlila císařská posádka a bylo postaveno podhradní opevnění, které sloužilo jako úkryt pro okolní obyvatelstvo. Menší opevňovací práce probíhaly ještě v polovině osmnáctého století, ale po sedmileté válce definitivně upadl i vojenský význam hradu. Karel Jan z Ditrichštejna nechal ve druhé polovině osmnáctého století rozebrat většinu střech a demontovat všechny využitelné prvky. Trubačská věž byla údajně v tak špatném stavu, že hrozilo nebezpečí jejího zřícení. V roce 1817 na ní proto bylo vypáleno šedesát ran z děla, po kterých se část věže zřítila. Ostřelování byl přítomen majitel panství František Josef z Ditrichštejna.

### Devatenácté a dvacáté století

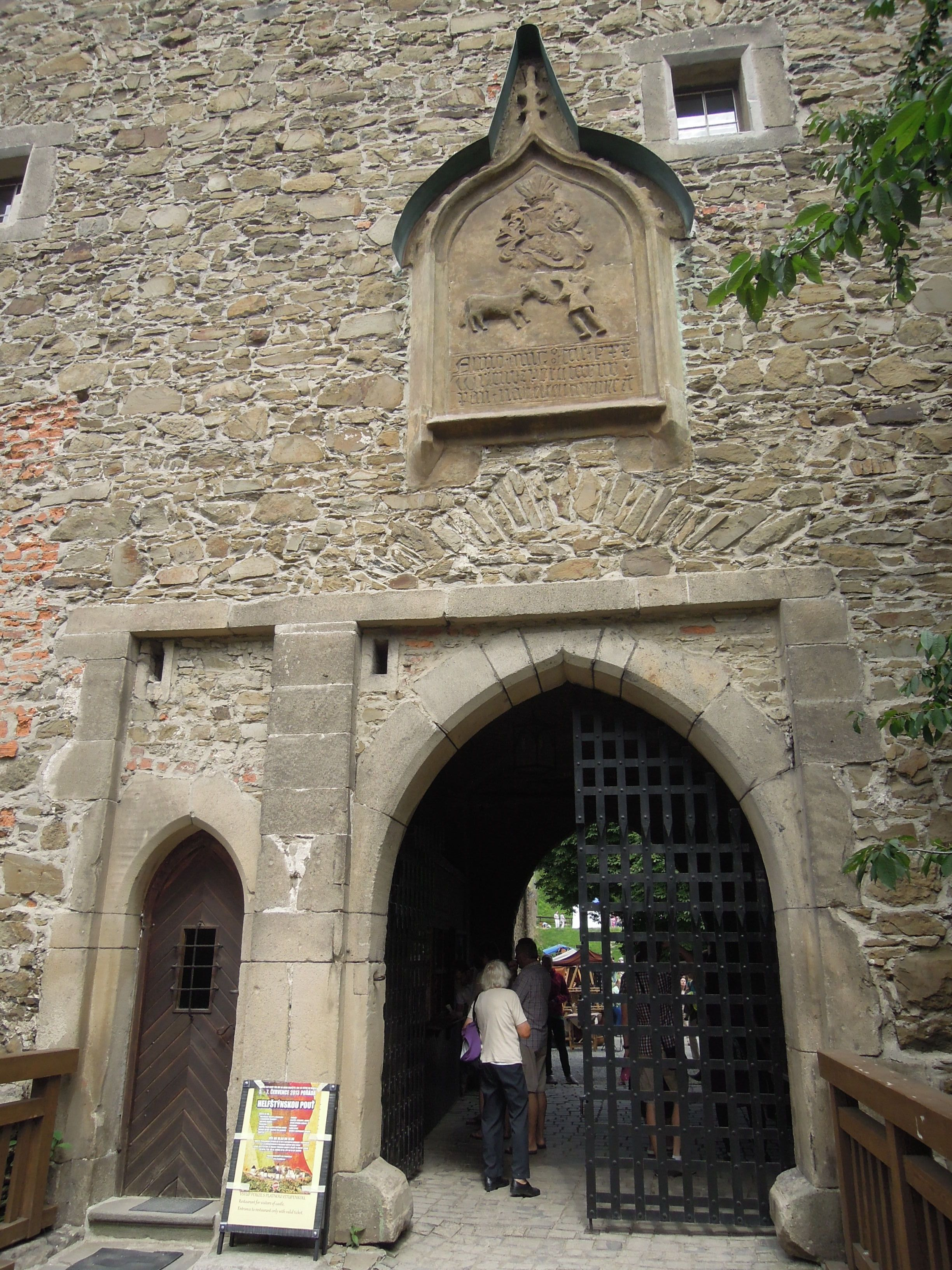
Portály druhé brány s pernštejnskou reliéfní deskou

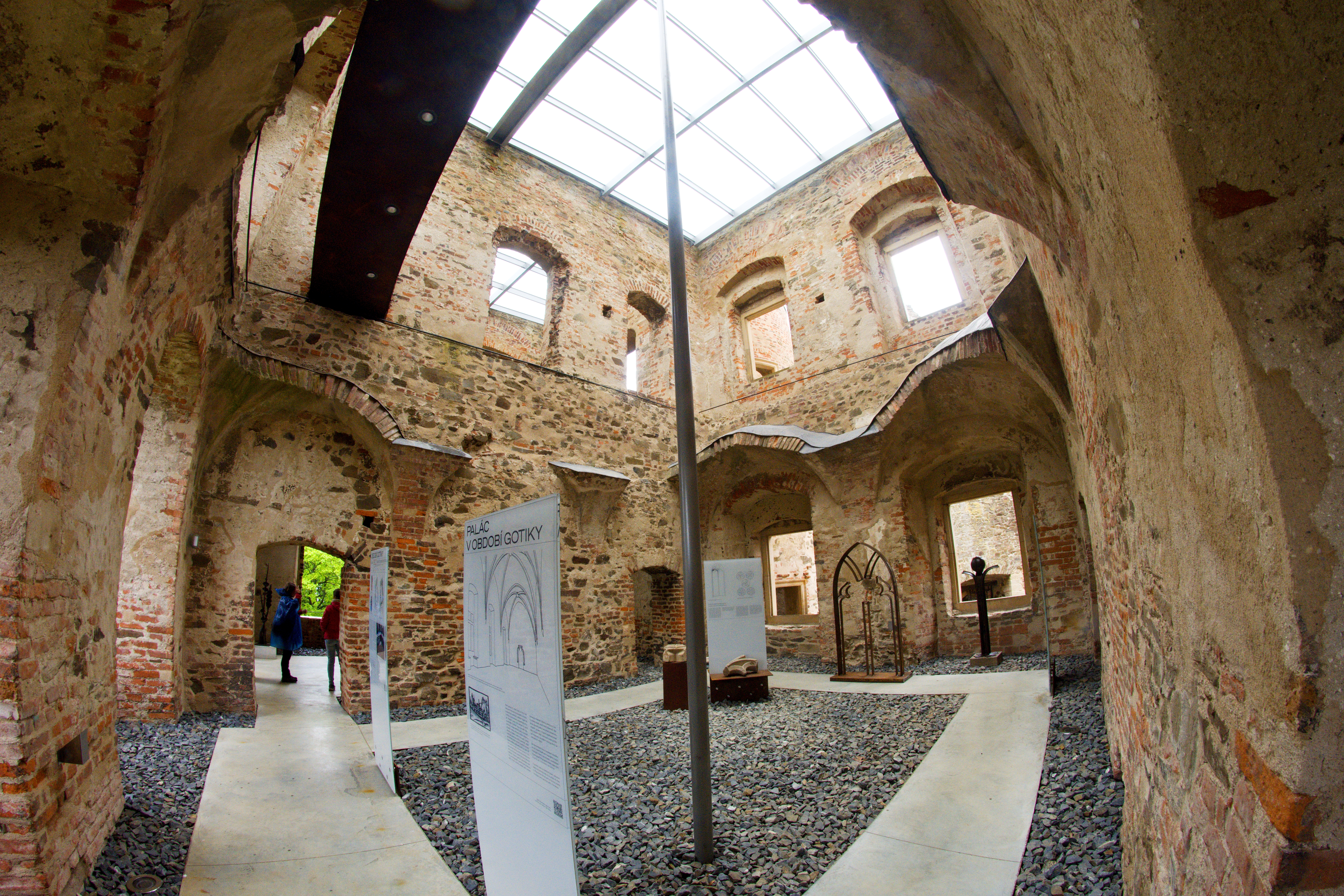
Rekonstruovaný palác hradu Helfštýn, stavba roku 2021

Již před polovinou devatenáctého století proběhly první úpravy, které měly hrad zpřístupnit návštěvníkům. Část cesty k hradu byla na popud hejtmana Atkinse vydlážděna a v její blízkosti vyrostl empírový altán. Na štítové zdi byla zřízena kuželna a pohostinství. Na druhém nádvoří byly vybudovány hudební a taneční altány, taneční parket, další kuželna a restaurace. Toto vybavení bylo nejspíše poškozeno větrem v roce 1859 a od roku 1865 byly společenské události na hradě zakázány. Jediným obyvatelem hradu byl myslivec, který měl byt ve věži nad druhou bránou. Další hostinec na hradě otevřeli až v roce 1895.
Po pozemkové reformě se ve dvacátých letech dvacátého století stal majitelem hradu na osm let stát, ale roku 1930 ho získala zpět Antoinetta z Althannu. Posledním soukromým vlastníkem se stal Michal Karel z Althannu, kterému byl hrad zabaven roku 1945. Po něm správu hradu zajišťoval Národní pozemkový fond a Ředitelství vojenských lesů. Dne 16. července 1947 hrad přešel do majetku Klubu českých turistů a v roce 1949 připadl Československé obci sokolské. Od roku 1952 hrad spravovalo ministerstvo školství, na jehož popud byl vypracován asanační plán, jehož cílem bylo zastřešení zachovalých budov a jejich kulturní využití. Vlastní správu zajišťovalo Krajské vlastivědné muzeum v Olomouci a od roku 1960 Okresní vlastivědné muzeum J. A. Komenského v Přerově.
Od druhé poloviny devatenáctého století byl hrad na popud kněžny Gabriely z Hatzfeldu a její dcery Antoinetty z Althannu průběžně opravován. Součástí oprav bylo i vyhloubení nové studny ve třetím příkopu. Ve druhé polovině dvacátého století na hradě probíhala řada udržovacích a rekonstrukčních prací, z nichž některé nerespektovaly zásady památkové péče a bylo při nich dokonce poškozeno vnější opevnění. Některé nekvalitně provedené opravy z padesátých a šedesátých let dvacátého století měly jen krátkou životnost. Po roce 1978 se na rekonstrukčních pracích významně podílel architekt Zdeněk Gardavský. Jím provedené zásahy však často nerespektovaly památkovou podstatu objektu a nevratně změnily podobu hradu, aniž by vycházely z jeho skutečné historické podoby. Podobně se změnila podoba Kravařského předhradí, které bylo upraveno pro potřeby kovářů, kteří se na hradě schází během setkání uměleckých kovářů Hefaiston. Udržovací a rekonstrukční práce po roce 1990 probíhají způsobem, který více respektuje historickou autenticitu, i když úprava severní věže v Kravařském předhradí na rozhlednu je považována za kontroverzní. V roce 2017 byla zahájena rekonstrukce hradního jádra původně plánovaná do roku 2019, s termínem dokončení dodatečně posunutým na 30. červen 2020. Jejím cílem bylo statické zajištění zdiva, zpřístupnění paláce pomocí lávek a jeho zastřešení pískovaným sklem. Rekonstrukce byla v roce 2020 úspěšně dokončena. Záchrana a úprava hradního paláce byla zařazena mezi stavby, oceněné titulem Stavba roku 2021.

## Stavební podoba
Helfštýn byl založen ve čtrnáctém století a postupné rozšiřování opevněné plochy probíhalo až do sedmnáctého století. Díky tomu patří mezi nejrozsáhlejší hrady v Česku. Původní podoba hradu byla do určité míry ovlivněna moderními zásahy, které zkomplikovaly, nebo dokonce znemožnily, poznání starších stavebních fází.

Hrad založený Fridušem z Linavy měl polygonální půdorys vymezený slabou hradbou, kterou chránil příkop. Podle Jiřího Kohoutka byl Fridušův hrad menší než jsou dochované rozměry hradního jádra, a jeho zástavba byla z velké části dřevěná. Pouze na severní straně stál malý kamenný palác, z něhož se dochoval valeně zaklenutý sklep. Páni z Kravař nepříliš kvalitní a nepohodlný hrad nechali nově opevnit dva metry širokou hradbou, která vymezila areál šedesát metrů dlouhý a třicet metrů široký. V prostoru dochovaného východního křídla byl postaven nový palác a další archeologicky doložená budova. Nejpozději na konci čtrnáctého století bylo hradní jádro obehnáno parkánem. Podle Dobroslavy Menclové a dalších badatelů stával v jihovýchodní části nádvoří bergfrit, ale po výzkumu z roku 1996 je Helfštýn ve své nejstarší stavební fázi považován za bezvěžový hrad. Na základě stejného výzkumu byla odmítnuta existence hradní kaple v době okolo poloviny čtrnáctého století.

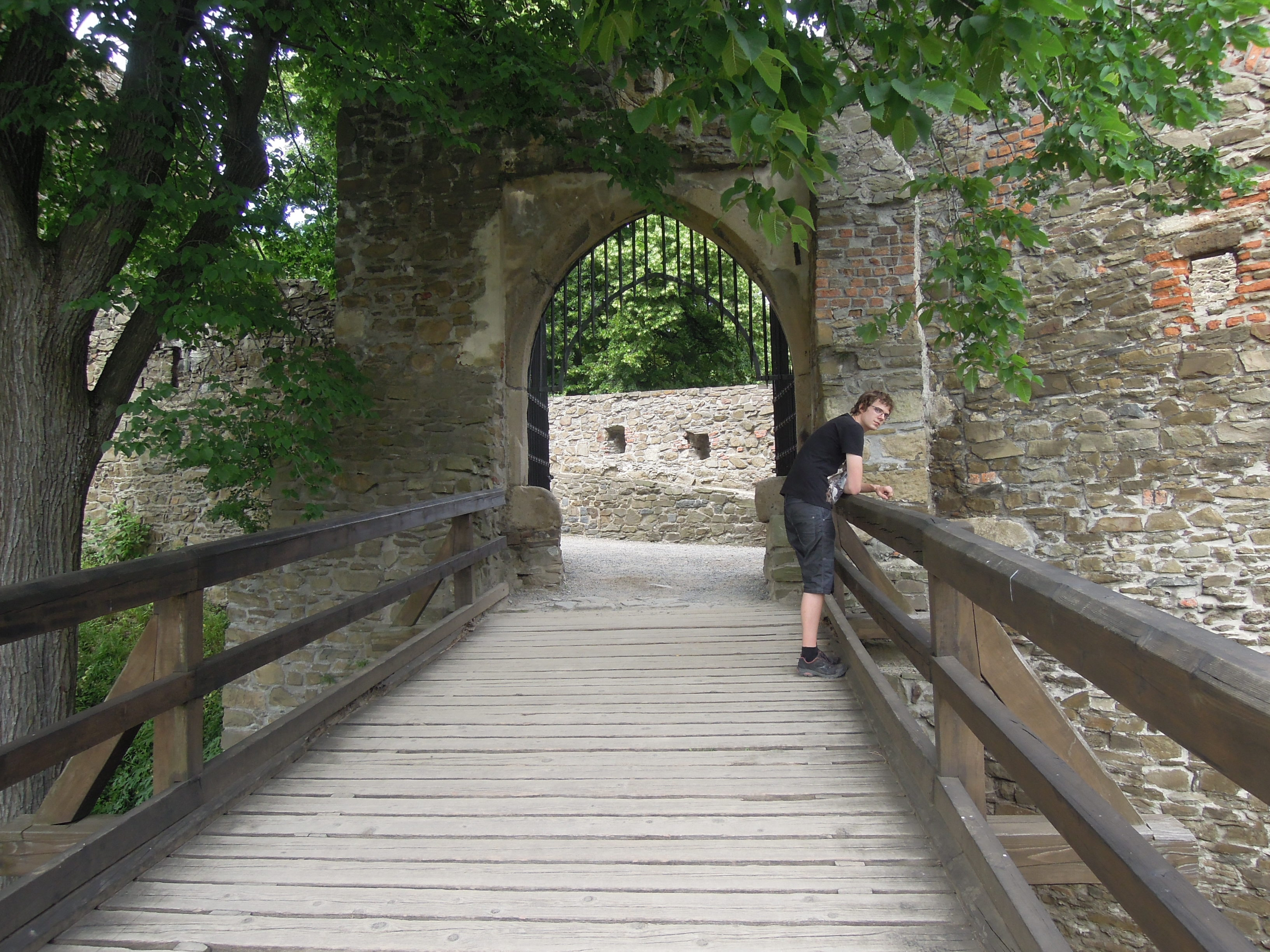
Brána přístupového koridoru do Kravařského předhradí

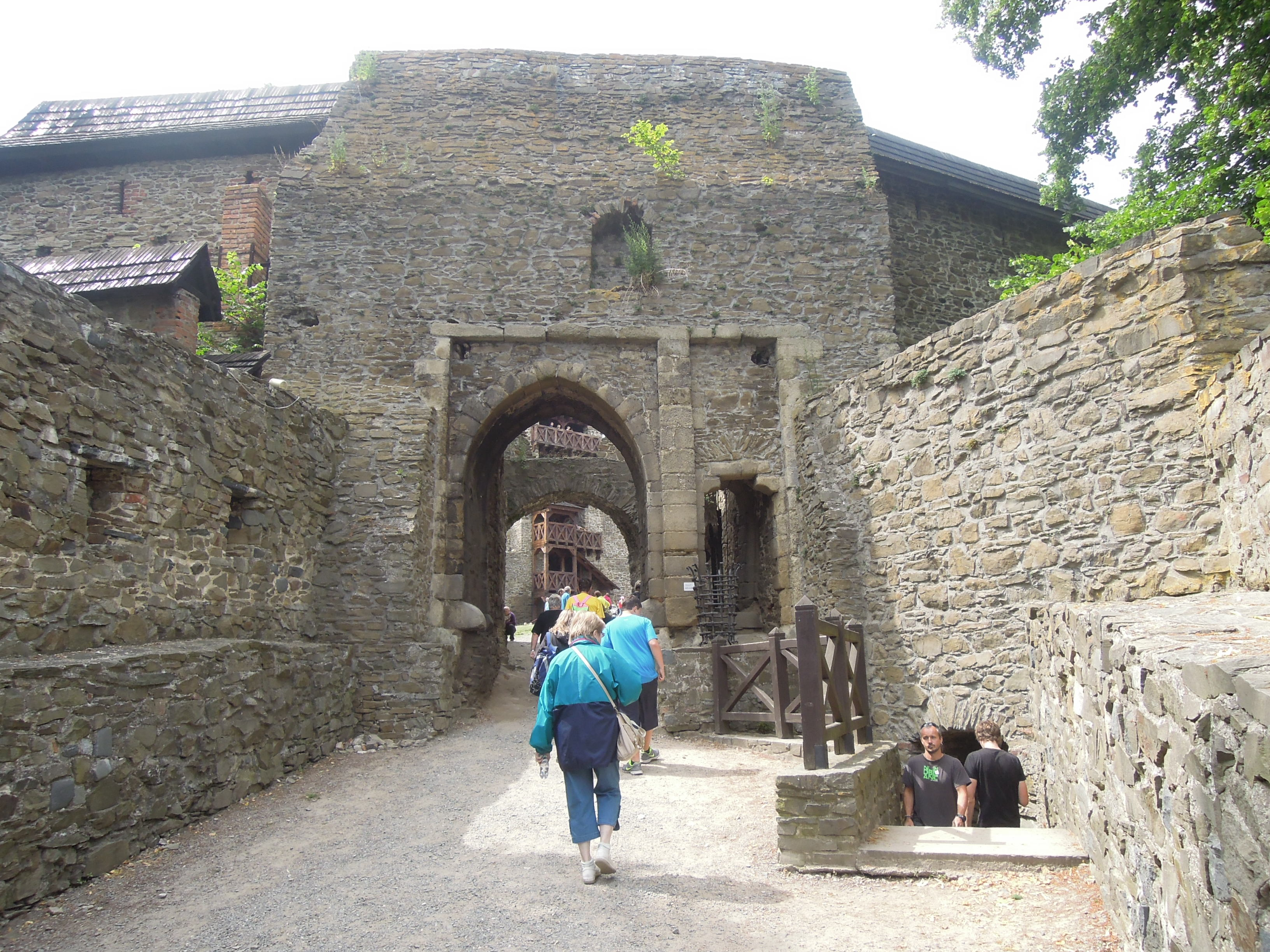
Brána z přístupového koridoru do Kravařského předhradí

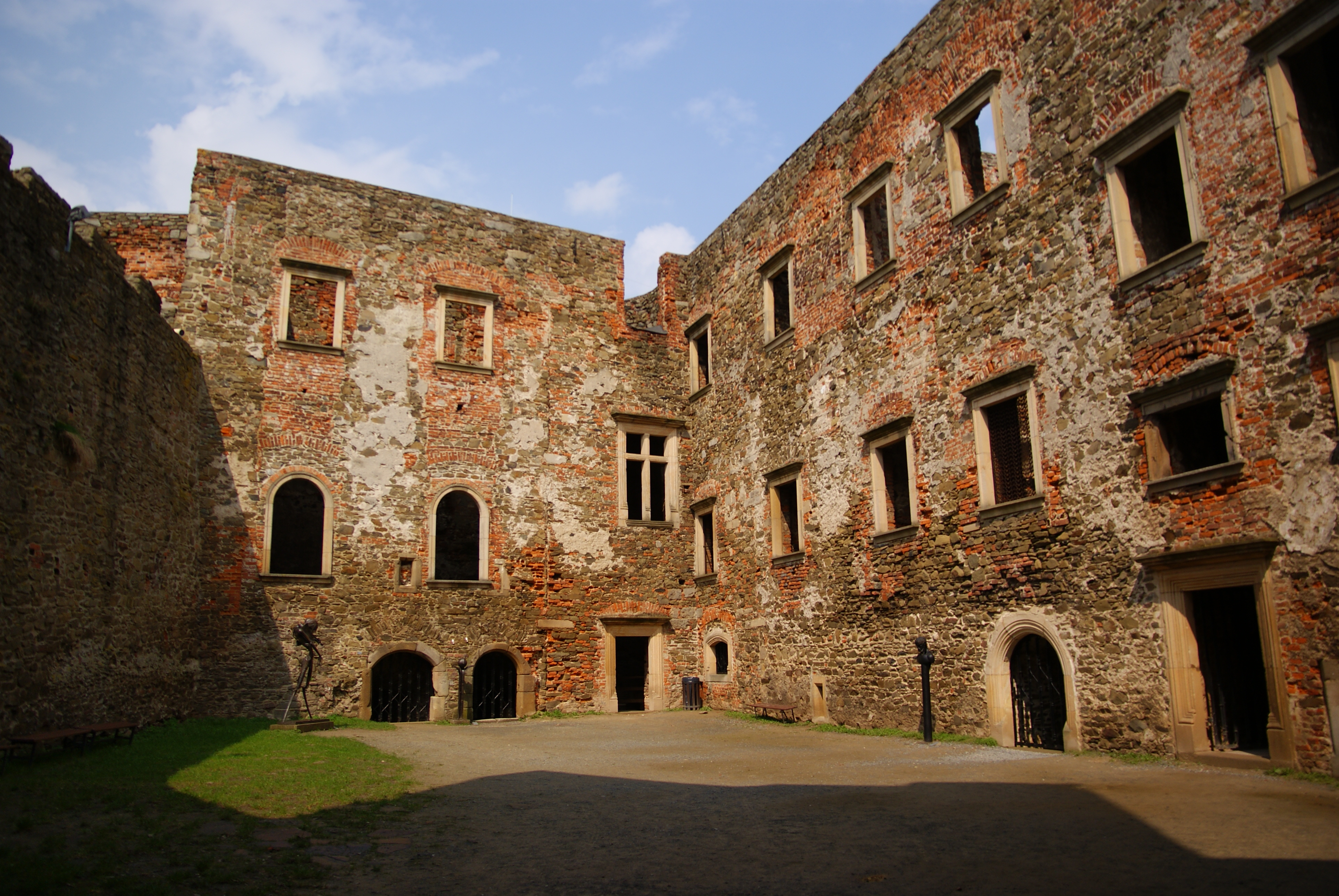
Čtvrté nádvoří s nádvorní stranou paláce

Před jádrem se pravděpodobně nacházelo předhradí, ale jeho případná nejstarší stavební fáze nebyla vzhledem ke špatné dokumentaci archeologických výzkumů doložena. Na jeho místě vzniklo na přelomu čtrnáctého a patnáctého století za Lacka z Kravař nové šestiboké předhradí a ve stejné době snad byla nad bránou hradního jádra postavena tzv. Trubačská věž. Součástí hradby předhradí jsou dovnitř otevřené věže, které mohou pocházet z konce čtrnáctého století, ale podle Zdeňka Gardavského pochází až z období husitských válek. Příkop před předhradím byl vyzděn a hradba, která vznikla zvýšením vnitřní vyzdívky příkopu, v patnáctém století poskytla prostor pro palebná postavení děl. Dochovaná podoba předhradí je výsledkem úprav provedených zejména v důsledku rozsáhlého požáru ve druhé polovině patnáctého století. V hradním jádře nechal Lacek z Kravař postavit nové východní palácové křídlo s kaplí.
Po obléhání Matyášem Korvínem byl nově zabezpečen vstup do předhradí. Před původní branou byl postaven přístupový koridor, do kterého se vstupovalo hranolovou věží spojenou s oblou baštou. Východní stranu koridoru navíc zajistil příhrádek zvaný psinec s drobnou zaoblenou baštou v nároží hradby. Ve stejné době byl také rozšířen severní palác v hradním jádře, jehož opevnění zesílily tři bašty. Z nich se dochovala jen severovýchodní bašta, zatímco jihovýchodní zanikla a severozápadní bašta byla pohlcena budovou paláce.

### Pernštejnská přestavba
Za Pernštejnů byl hrad výrazně přestavěn a rozšířen. Vilém z Pernštejna nechal postavit nový portál do přístupového koridoru ke kravařskému předhradí, jehož hradbu posílily dvě drobné oblé bašty. Na jihozápadní straně založil nové předhradí dlouhé asi 150 metrů a široké šedesát metrů. Chrání ho hradba zesílená pěticí podkovovitých bašt, jejichž přízemí bylo uzpůsobeno k postavení menších děl a patro pro střelce z ručních palných zbraní. Hranolová třípatrová vstupní věž v severozápadním nároží je vysunutá před hradbu a umožňuje tak flankování obou přilehlých úseků hradeb.
V hradním jádře nechal Vilém z Pernštejna rozšířit oba paláce, takže z nich vznikla jedna dvojkřídlá budova, přičemž severní křídlo rozšířil směrem do dvora o přístavek, s točitým vřetenovým schodištěm. Novou podobu získala také Trubačská věž.
Jan IV. z Pernštejna pokračoval v rozšiřování hradu. Je možné, že již on zahájil výstavbu renesančního paláce v hradním jádře, ale pravděpodobnější je varianta, že zakladatelem paláce byl až Petr Vok z Rožmberka a stavbu dokončili Bruntálští z Vrbna. Za architekta paláce je považován Baldassare Maggi. Velkou pozornost Jan IV. z Pernštejna věnoval zabezpečení hradu. Údajně jeho dílem je mohutná štítová zeď, jejíž šířka se pohybuje od 7,5 do deseti metrů a výška dosahuje 13,5 metru. Na vnější straně ji chrání vyzděný příkop, přes který vede most na zděných pilířích. Zeď na vnější straně zpevňují dva oblé výstupky. Obranu zdi umožnily kasematové dělostřelecké střílny a další palebná postavení pro děla na vrcholu zdi. Přes nezvyklé rozměry byla taková zeď v době svého vzniku již zastaralým pevnostním prvkem, ale podle určitých náznaků si její výstavbu vynutila složitější obranná situace. Čelo hradu před štítovou zdí navíc zajistila protáhlá bašta před prvním příkopem a v prostoru pod východní stranou hradního jádra byla postavena dělová bašta zvaná Hladomorna.

## Hrad v současnosti
Mezi kulturní a historické akce, které se na hradě pořádají patří:
- setkání uměleckých kovářů Hefaiston,
- šermířský festival,
- poutě a trhy.

Hrad rovněž využívají filmaři; tak v roce 1987 tu vznikaly záběry pohádky O živé vodě; roku 2010 zde natáčeli lyrické drama Janek a Anežka, inspirované pověstí o Zelené paní.
Rekonstrukce hradu od olomouckého Atelieru-r získala Českou cenu za architekturu za rok 2021 pořádanou Českou komorou architektů. Rekonstrukcí se zlepšily podmínky pro uskladnění a zpřístupnění archeologických sbírek. Počet vystavených exponátů, zaměřených na umělecké kovářství, archeologii a různorodé předměty z 18. - 20. století, se zdvojnásobil.

## Pověsti
K Helfštýnu se váže celá řada pověstí:
- Prý tady ďábel vykopal studnu (Čertová studna[34]) pro loupeživého rytíře Friduše.[35]
- Mechem obrostlý kámen (Čertův kámen[36]), který při tom upustil, je dodnes u vchodu ke studni.
- O helfštýnském psu. Tedy velkém černém psovi, což má být duch samotného Friduše, který hlídá zakopané poklady.[37]
- Štědrovečerní noc na Helfštýně. Pověst o tom, jak šel čeledín hledat poklady na Štědrý den, ale místo nich zahlédl průvod rytířů, tedy jejich duchů.[37]
- O Zelené paní, tedy Anežce, která se raději vrhla do tůňky před hradem, než aby se vydala v milost křižáckému rytíři Janu Messenpekovi.[38]
- O Černém kocourovi, do kterého je zaklet chudý panoš Ganeluna.[38]
- Na hradbách se zjevuje Bílá paní.
- O prokletí Kateřiny z Ludanic[39]

## Další informace
- Jírovec na Helfštýně - památný jírovec maďal na hradě.